# ایشخان گلویان
ایشخان ماکاری گلویان (ارمنی: Իշխան Գելոյան؛ زادهٔ ۳۱ اوت ۱۹۹۲ در رانچپار) بازیکن فوتبال در پست مهاجم/هافبک اهل ارمنستان است.

## باشگاهی
از باشگاه‌هایی که در آن بازی کرده‌است می‌توان به باشگاه فوتبال کازانکا مسکو، باشگاه فوتبال گورنیاک اوچالی، باشگاه فوتبال بالتیکا کالینینگراد، باشگاه فوتبال ینی‌سئی کراسنویارسک، باشگاه فوتبال نفتخیمیک نیژنکامسک و باشگاه فوتبال لوچ ولادی‌وستوک، باشگاه فوتبال شینیک یاروسلاول اشاره کرد.

## تیم ملی
وی همچنین در تیم ملی فوتبال ارمنستان بازی کرده‌است. گلویان نخستین بازی ملی خود را در چهارچوب مرحله مقدماتی جام جهانی فوتبال ۲۰۲۲ در تاریخ ۵ سپتامبر ۲۰۲۱ در اشتوتگارت در مقابل آلمان انجام داده‌است.